# Syntormon aotearoa
Syntormon aotearoa är en tvåvingeart som beskrevs av Daniel J. Bickel 1999. Syntormon aotearoa ingår i släktet Syntormon och familjen styltflugor. Inga underarter finns listade i Catalogue of Life.

## Bildgalleri

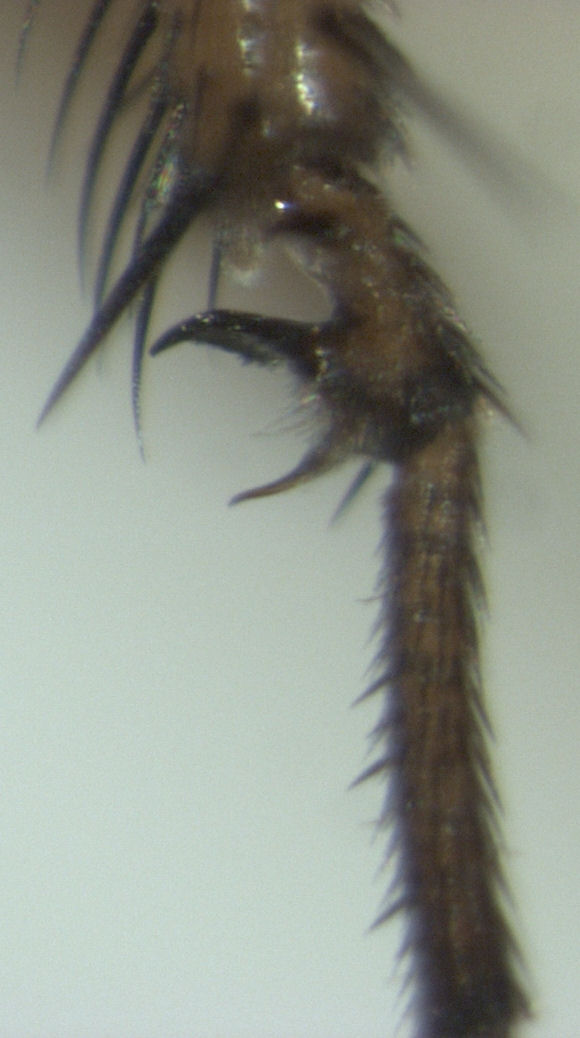
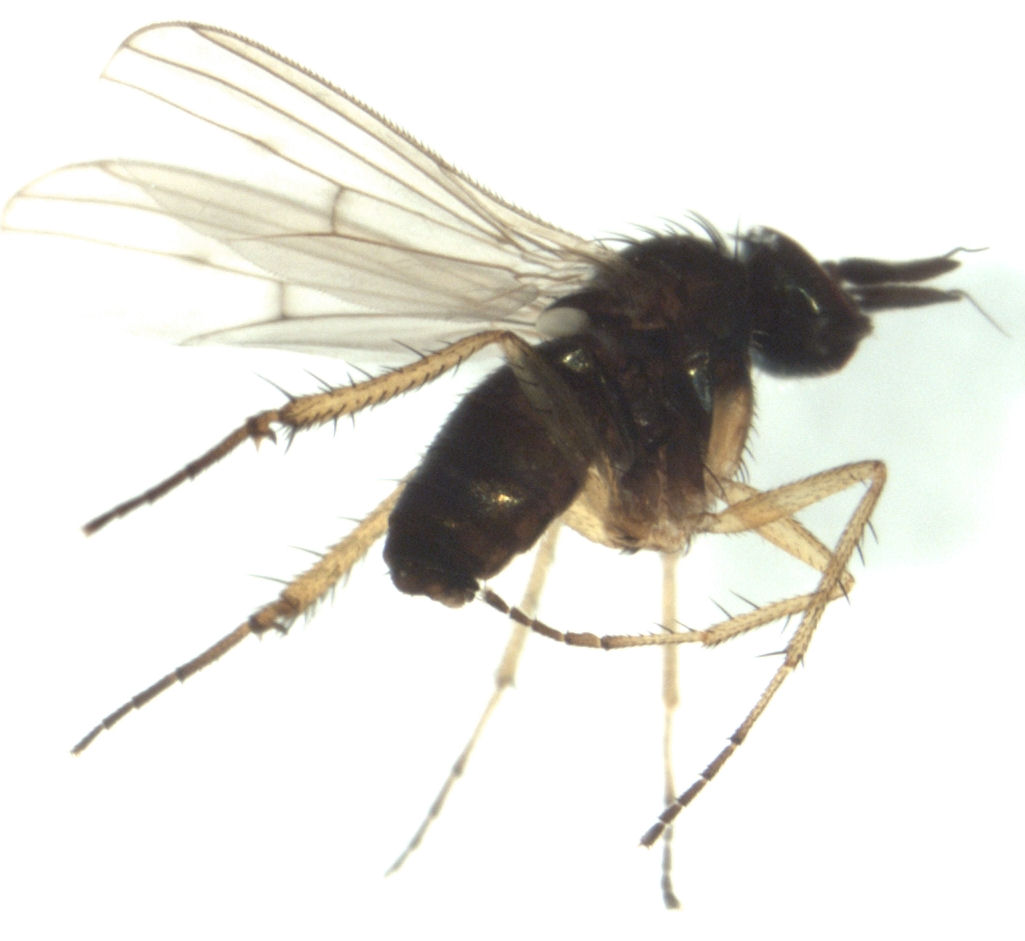